# La Môle
La Môle är en kommun i departementet Var i regionen Provence-Alpes-Côte d'Azur i sydöstra Frankrike. Kommunen ligger i kantonen Saint-Tropez som tillhör arrondissementet Draguignan. År 2022 hade La Môle 1 502 invånare.

## Befolkningsutveckling
Antalet invånare i kommunen La Môle
| Referens: INSEE |